# Invaders from Mars (1986)
Invaders from Mars is een Amerikaanse sciencefiction-horrorfilm uit 1986 geregisseerd door Tobe Hooper  en is een remake van de gelijknamige film uit 1953. De film werd geproduceerd door The Cannon Group, Inc., was een financiële flop en werd slecht onthaald door critici.

## Verhaal
George Gardner en zijn twaalfjarige zoon David doen aan sterrenkijken. Tijdens een storm ontwaakt David en is hij getuige hoe een buitenaards ruimteschip landt op Copper Hill niet ver van het huis. George gaat op onderzoek, maar bij terugkomst reageert hij vreemd, heeft een litteken in zijn nek en herinnert zich niet wat er is gebeurd. De volgende dag vertonen zijn moeder Helen, zijn schooljuffrouw McKletch, zijn klasgenoten en diverse anderen ook vreemd gedrag en hebben eenzelfde litteken. Op heel de school lijkt enkel schoolverpleegster Linda Magnusson niet zijn geïmpacteerd.
David ontdekt dat in een grot buitenaardsen zijn die hersenimplantaten aanbrengen bij de bevolking via de nek. Samen met Linda gaat hij op zoek naar hulp en komen terecht bij generaal Wilson. Wilson is eerst skeptisch, maar nadat twee van zijn manschappen "slachtoffer" zijn, licht hij NASA en SETI in. Zij vermoeden dat de buitenaardsen een vanop Aarde gelanceerde raket richting Mars aanzien als een oorlogsverklaring en dat de Martianen nu de Aarde willen veroveren.
Terwijl Wilson een inval voorbereidt worden David en Linda door de Martianen ontvoerd. David gaat een gesprek aan met de Martiaanse leider zonder succes, daarop redt hij Linda die op het punt staat een implantaat te krijgen. David leidt Wilson naar de controlekamer waar McKletch opgegeten wordt door een Martiaan. Er worden explosieven in het ruimteschip aangebracht waarop alle mensen het schip ontvluchten. Nadat het schip ontploft, reageert iedereen terug normaal.
Daarop ontwaakt David in zijn bed. Zijn ouders zijn van mening dat hij een nachtmerrie had en terug naar bed moet. David merkt in de lucht eenzelfde buitenaards ruimteschip op.

## Rolverderling
| Acteur              | Personage              |
| ------------------- | ---------------------- |
| Karen Black         | Linda Magnuson         |
| Hunter Carson       | David Gardner          |
| Timothy Bottoms     | George Gardner         |
| Laraine Newman      | Ellen Gardner          |
| James Karen         | Generaal Climet Wilson |
| Bud Cort            | Mark Weinstein         |
| Louise Fletcher     | Mrs. McKeltch          |
| Eric Pierpoint      | Sergeant Major Rinaldi |
| Christopher Allport | Kapitein Curtis        |
| Donald Hotton       | NASA wetenschapper     |
| Kenneth Kimmins     | Officier Kenney        |
| Charlie Dell        | Mr. Cross              |
| Jimmy Hunt          | Hoofd politie          |
| Virginia Keehne     | Heather                |
| Chris Hebert        | Kevin                  |
| Mason Nupuf         | Doug                   |
| William Frankfather | Ed                     |
| Eric Norris         | militaire politieman   |
| Debra Berger        | korporaal Walker       |

## Nominaties
| Wedstrijd                    | Categorie                | Ontvanger(s)                 | Resultaat   | Ref.   |
| ---------------------------- | ------------------------ | ---------------------------- | ----------- | ------ |
| Golden Raspberry Awards 1986 | Worst Supporting Actress | Louise Fletcher              | Genomineerd | [ 12 ] |
| Golden Raspberry Awards 1986 | Worst Visual Effects     | John Dykstra en Stan Winston | Genomineerd | [ 12 ] |